# Nils Axelsson
Nils Axelsson (ur. 18 stycznia 1906 w Helsingborgu, zm. 18 stycznia 1989 tamże) – szwedzki piłkarz, reprezentant kraju grający na pozycji obrońcy.

## Kariera klubowa
Swoją karierę piłkarską przypadającą na okres od 1927 do 1944 spędził w klubie Helsingborgs IF. W barwach tego klubu pięciokrotnie zdobywał mistrzostwo Szwecji w sezonach 1928/29, 1929/30, 1932/33, 1933/34 i 1940/41. Zdobył z nim także Puchar Szwecji w roku 1941. Łącznie przez 17 gry w Helsingborgu zagrał w 584 spotkaniach, w których strzelił jedną bramkę.
| Sezon   | Klub            | Kraj    | Rozgrywki   | Mecze | Bramki |
| ------- | --------------- | ------- | ----------- | ----- | ------ |
| 1928/29 | Helsingborgs IF | Szwecja | Allsvenskan |       |        |
| 1928/29 | Helsingborgs IF | Szwecja | Allsvenskan |       |        |
| 1929/30 | Helsingborgs IF | Szwecja | Allsvenskan |       |        |
| 1930/31 | Helsingborgs IF | Szwecja | Allsvenskan |       |        |
| 1931/32 | Helsingborgs IF | Szwecja | Allsvenskan |       |        |
| 1932/33 | Helsingborgs IF | Szwecja | Allsvenskan |       |        |
| 1933/34 | Helsingborgs IF | Szwecja | Allsvenskan |       |        |
| 1934/35 | Helsingborgs IF | Szwecja | Allsvenskan |       |        |
| 1935/36 | Helsingborgs IF | Szwecja | Superettan  |       |        |
| 1936/37 | Helsingborgs IF | Szwecja | Superettan  |       |        |
| 1937/38 | Helsingborgs IF | Szwecja | Allsvenskan |       |        |
| 1938/39 | Helsingborgs IF | Szwecja | Allsvenskan |       |        |
| 1939/40 | Helsingborgs IF | Szwecja | Allsvenskan |       |        |
| 1940/41 | Helsingborgs IF | Szwecja | Allsvenskan |       |        |
| 1941/42 | Helsingborgs IF | Szwecja | Allsvenskan |       |        |
| 1942/43 | Helsingborgs IF | Szwecja | Allsvenskan |       |        |
| 1943/44 | Helsingborgs IF | Szwecja | Allsvenskan |       |        |

## Kariera reprezentacyjna
Axelsson zadebiutował w reprezentacji 14 czerwca 1929 w meczu przeciwko Finlandii, wygranym 3:1. József Nagy, ówczesny selekcjoner reprezentacji Szwecji powołał Axelssona na Mistrzostwa Świata 1934. 
Zagrał w wygranym 3:2 spotkaniu pierwszej rundy z Argentyną oraz w ćwierćfinale z Niemcami. Razem z ekipą osiągnął na włoskim turnieju ćwierćfinał. Po raz ostatni w reprezentacji zagrał 17 maja 1937 w przegranym 0:4 spotkaniu z Anglią. Łącznie w latach 1929–1937 zagrał w 23 spotkaniach reprezentacji Szwecji.
| Mecze i gole w reprezentacji | Mecze i gole w reprezentacji | Mecze i gole w reprezentacji | Mecze i gole w reprezentacji | Mecze i gole w reprezentacji | Mecze i gole w reprezentacji | Mecze i gole w reprezentacji |
| #                            | Data                         | Miasto                       | Przeciwnik                   | Gol                          | Wynik                        | Rozgrywki                    |
| ---------------------------- | ---------------------------- | ---------------------------- | ---------------------------- | ---------------------------- | ---------------------------- | ---------------------------- |
| 1.                           | 14.06.1929                   | Sztokholm                    | Finlandia                    |                              | 3:1                          | Mistrzostwa Nordyckie        |
| 2.                           | 07.07.1929                   | Landskrona                   | Estonia                      |                              | 4:1                          | towarzyski                   |
| 3.                           | 06.07.1930                   | Sztokholm                    | Norwegia                     |                              | 6:3                          | Mistrzostwa Nordyckie        |
| 4.                           | 02.07.1933                   | Sztokholm                    | Węgry                        |                              | 5:2                          | towarzyski                   |
| 5.                           | 14.07.1933                   | Sztokholm                    | Finlandia                    |                              | 2:0                          | Mistrzostwa Nordyckie        |
| 6.                           | 24.09.1933                   | Oslo                         | Norwegia                     |                              | 1:0                          | Mistrzostwa Nordyckie        |
| 7.                           | 23.05.1934                   | Sztokholm                    | Polska                       |                              | 4:2                          | towarzyski                   |
| 8.                           | 27.05.1934                   | Bolonia                      | Argentyna                    |                              | 3:2                          | MŚ 1934                      |
| 9.                           | 31.05.1934                   | Mediolan                     | III Rzesza                   |                              | 1:2                          | MŚ 1934                      |
| 10.                          | 17.06.1934                   | Kopenhaga                    | Dania                        |                              | 5:3                          | Mistrzostwa Nordyckie        |
| 11.                          | 01.07.1934                   | Sztokholm                    | Norwegia                     |                              | 3:3                          | Mistrzostwa Nordyckie        |
| 12.                          | 23.09.1934                   | Sztokholm                    | Łotwa                        |                              | 3:1                          | Mistrzostwa Nordyckie        |
| 13.                          | 12.06.1935                   | Sztokholm                    | Finlandia                    |                              | 2:2                          | Mistrzostwa Nordyckie        |
| 14.                          | 16.06.1935                   | Göteborg                     | Dania                        |                              | 3:1                          | Mistrzostwa Nordyckie        |
| 15.                          | 30.06.1935                   | Sztokholm                    | III Rzesza                   |                              | 3:1                          | towarzyski                   |
| 16.                          | 05.07.1935                   | Ryga                         | Łotwa                        |                              | 3:0                          | towarzyski                   |
| 17.                          | 09.07.1935                   | Tallin                       | Estonia                      |                              | 2:1                          | towarzyski                   |
| 18.                          | 01.09.1935                   | Sztokholm                    | Rumunia                      |                              | 7:1                          | towarzyski                   |
| 19.                          | 22.09.1935                   | Oslo                         | Norwegia                     |                              | 2:0                          | Mistrzostwa Nordyckie        |
| 20.                          | 10.11.1935                   | Paryż                        | Francja                      |                              | 0:2                          | towarzyski                   |
| 21.                          | 17.11.1935                   | Bruksela                     | Belgia                       |                              | 1:5                          | towarzyski                   |
| 22.                          | 27.09.1936                   | Helsinki                     | Finlandia                    |                              | 2:1                          | Mistrzostwa Nordyckie        |
| 23.                          | 17.05.1937                   | Sztokholm                    | Anglia                       |                              | 0:4                          | towarzyski                   |

## Sukcesy
Helsingborgs IF
- Mistrzostwo Allsvenskan (5): 1928/29, 1929/30, 1932/33, 1933/34, 1940/41
- Puchar Szwecji (1): 1941